# Paral·lel 2° sud
El paral·lel 2° sud és una línia de latitud que es troba a 2 graus sud de la línia equatorial terrestre. Travessa l'oceà Atlàntic, l'Àfrica, l'Oceà Índic, el Sud-est Asiàtic, l'Australàsia, l'Oceà Pacífic i Amèrica del Sud.

## Geografia
En el sistema geodèsic WGS84, al nivell de 2° de latitud sud, un grau de longitud equival a 111,252 km; la longitud total del paral·lel és de 40.051 km, que és aproximadament 99,9% de la de l'equador, del que es troba a 222 km i a 9.780 km del pol Sud

## Arreu del món
A partir del Meridià de Greenwich i cap a l'est, el paral·lel 2° sud passa per: 
| Coordenades                             | País. Territori o mar | Notes                                                                                     |
| --------------------------------------- | --------------------- | ----------------------------------------------------------------------------------------- |
| 2° 0′ S, 0° 0′ E / 2.000°S,0.000°E      | Oceà Atlàntic         |                                                                                           |
| 2° 0′ S, 9° 21′ E / 2.000°S,9.350°E     | Gabon                 |                                                                                           |
| 2° 0′ S, 12° 28′ E / 2.000°S,12.467°E   | Rep. del Congo        |                                                                                           |
| 2° 0′ S, 12° 52′ E / 2.000°S,12.867°E   | Gabon                 |                                                                                           |
| 2° 0′ S, 14° 15′ E / 2.000°S,14.250°E   | Rep. del Congo        |                                                                                           |
| 2° 0′ S, 16° 24′ E / 2.000°S,16.400°E   | R.D. del Congo        | La frontera amb Ruanda és al Llac Kivu                                                    |
| 2° 0′ S, 29° 9′ E / 2.000°S,29.150°E    | Ruanda                | Passa al sud de Kigali                                                                    |
| 2° 0′ S, 30° 51′ E / 2.000°S,30.850°E   | Tanzània              | Passa a través del Llac Victòria, inclosa l'illa d'Ukerewe                                |
| 2° 0′ S, 35° 50′ E / 2.000°S,35.833°E   | Kenya                 |                                                                                           |
| 2° 0′ S, 41° 17′ E / 2.000°S,41.283°E   | Oceà Índic            |                                                                                           |
| 2° 0′ S, 99° 33′ E / 2.000°S,99.550°E   | Indonèsia             | Una petita illa al nord de l'illa de Sipura                                               |
| 2° 0′ S, 99° 34′ E / 2.000°S,99.567°E   | Estret de Mentawai    |                                                                                           |
| 2° 0′ S, 100° 52′ E / 2.000°S,100.867°E | Indonèsia             | illa de Sumatra                                                                           |
| 2° 0′ S, 104° 47′ E / 2.000°S,104.783°E | Estret de Bangka      |                                                                                           |
| 2° 0′ S, 105° 7′ E / 2.000°S,105.117°E  | Indonèsia             | illa de Bangka                                                                            |
| 2° 0′ S, 106° 8′ E / 2.000°S,106.133°E  | Estret de Karimata    |                                                                                           |
| 2° 0′ S, 110° 6′ E / 2.000°S,110.100°E  | Indonèsia             | illa de Borneo                                                                            |
| 2° 0′ S, 116° 27′ E / 2.000°S,116.450°E | Estret de Makassar    |                                                                                           |
| 2° 0′ S, 119° 13′ E / 2.000°S,119.217°E | Indonèsia             | illa de Sulawesi                                                                          |
| 2° 0′ S, 121° 27′ E / 2.000°S,121.450°E | Mar de Banda          |                                                                                           |
| 2° 0′ S, 123° 48′ E / 2.000°S,123.800°E | Indonèsia             | illa de Salue Besar a l'arxipèlag Banggai archipelago                                     |
| 2° 0′ S, 123° 51′ E / 2.000°S,123.850°E | Mar de Banda          |                                                                                           |
| 2° 0′ S, 124° 18′ E / 2.000°S,124.300°E | Indonèsia             | Illes de Seho i Taliabu                                                                   |
| 2° 0′ S, 124° 33′ E / 2.000°S,124.550°E | Mar de Banda          | Passa al sud de l'illa de Mangole, Indonèsia                                              |
| 2° 0′ S, 125° 53′ E / 2.000°S,125.883°E | Indonèsia             | illa de Sanana                                                                            |
| 2° 0′ S, 125° 58′ E / 2.000°S,125.967°E | Mar de Ceram          | Passa al sud de l'illa de Gomumu, Indonèsia                                               |
| 2° 0′ S, 129° 54′ E / 2.000°S,129.900°E | Indonèsia             | illa de Misool                                                                            |
| 2° 0′ S, 130° 23′ E / 2.000°S,130.383°E | Mar de Ceram          |                                                                                           |
| 2° 0′ S, 132° 0′ E / 2.000°S,132.000°E  | Indonèsia             | Illes de Nova Guinea i Meos Waar                                                          |
| 2° 0′ S, 134° 25′ E / 2.000°S,134.417°E | Badia de Cenderawasih | Passa al sud de l'illa de Yapen, Indonèsia                                                |
| 2° 0′ S, 137° 12′ E / 2.000°S,137.200°E | Indonèsia             | illa de Nova Guinea                                                                       |
| 2° 0′ S, 139° 3′ E / 2.000°S,139.050°E  | Oceà Pacífic          | Passa al sud de les illes Ninigo, Papua Nova Guinea                                       |
| 2° 0′ S, 146° 34′ E / 2.000°S,146.567°E | Papua Nova Guinea     | Illa de Manus                                                                             |
| 2° 0′ S, 147° 11′ E / 2.000°S,147.183°E | Seeadler Harbour      |                                                                                           |
| 2° 0′ S, 147° 23′ E / 2.000°S,147.383°E | Papua Nova Guinea     | Los Negros                                                                                |
| 2° 0′ S, 147° 24′ E / 2.000°S,147.400°E | Oceà Pacífic          | Passa al nord de l'illa Tong, Papua Nova Guinea · Passa al sud de l'atol Onotoa, Kiribati |
| 2° 0′ S, 80° 45′ O / 2.000°S,80.750°O   | Equador               |                                                                                           |
| 2° 0′ S, 75° 57′ O / 2.000°S,75.950°O   | Perú                  |                                                                                           |
| 2° 0′ S, 73° 6′ O / 2.000°S,73.100°O    | Colòmbia              |                                                                                           |
| 2° 0′ S, 69° 32′ O / 2.000°S,69.533°O   | Brasil                | Amazonas Pará Maranhão                                                                    |
| 2° 0′ S, 44° 29′ O / 2.000°S,44.483°O   | Oceà Atlàntic         |                                                                                           |